# ADO in het seizoen 1963/64
Het seizoen 1963/1964 was het 10e jaar in het bestaan van de Haagse betaaldvoetbalclub ADO. De club kwam uit in de Eredivisie en eindigde daarin op de 10e plaats. Tevens deed de club mee aan het toernooi om de KNVB Beker, hierin werd in de finale, na strafschoppen, verloren van Fortuna '54 (0–0).

## Wedstrijdstatistieken

### Eredivisie
|       | Ajax  | Blauw-Wit | DOS   | DWS   | Sportclub Enschede | Feijenoord | Fortuna '54 | Go Ahead | GVAV  | Heracles | MVV   | NAC   | PSV   | Sparta | Volendam |
| ----- | ----- | --------- | ----- | ----- | ------------------ | ---------- | ----------- | -------- | ----- | -------- | ----- | ----- | ----- | ------ | -------- |
| Thuis | 1 – 0 | 3 – 0     | 4 – 2 | 2 – 3 | 1 – 1              | 1 – 0      | 1 – 2       | 0 – 1    | 3 – 1 | 2 – 2    | 2 – 1 | 3 – 4 | 1 – 1 | 1 – 4  | 3 – 1    |
| Uit   | 3 – 0 | 1 – 2     | 4 – 0 | 9 – 0 | 1 – 0              | 5 – 1      | 2 – 0       | 3 – 4    | 1 – 2 | 1 – 1    | 1 – 2 | 2 – 2 | 2 – 1 | 0 – 2  | 2 – 2    |

### KNVB Beker
| 1e ronde                                           | De Graafschap                                                      | 0 – 1 Na verlenging    | ADO                                                                       |
| 29 september 1963 Plaats: Doetinchem De Vijverberg |                                                                    |                        | 100' Lambert Maassen                                                      |
| 2e ronde                                           | VVV                                                                | 0 – 1 (0 – 1)          | ADO                                                                       |
| 17 november 1963 Plaats: Venlo De Kraal            |                                                                    |                        | 24' Henk Houwaart                                                         |
| 3e ronde                                           | ADO                                                                | 4 – 2 (2 – 1)          | Excelsior                                                                 |
| 9 februari 1964 Plaats: Rotterdam Woudestein       | Lambert Maassen 10', –', –' Mudde 80' (e.d.)                       |                        | 5' János Beke 55' Louis Corpeleijn                                        |
| Kwartfinale                                        | Veendam                                                            | 0 – 2 (0 – 1)          | ADO                                                                       |
| 1 april 1964 Plaats: Veendam De Langeleegte        |                                                                    |                        | 20' Piet de Zoete 85' Henk Houwaart                                       |
| Halve finale                                       | ADO                                                                | 1 – 0 (1 – 0)          | Ajax                                                                      |
| 23 april 1964 Plaats: Utrecht Galgenwaard          | Kees Aarts 34'                                                     |                        |                                                                           |
| Finale                                             | ADO                                                                | 0 – 0 Na strafschoppen | Fortuna '54                                                               |
| 14 mei 1964 Plaats: Eindhoven Philips Stadion      | Kees Aarts Hanny Aardse Harrie Heijnen Henk Houwaart Piet de Zoete | Strafschoppen:         | Jean Munsters Harry Brüll Aleksandar Petaković Peter Benen Pierre Custers |

## Statistieken ADO 1963/1964

### Eindstand ADO in de Nederlandse Eredivisie 1963 / 1964
| Stand | Gespeeld | Gewonnen | Gelijk | Verloren | Punten | Doelpunten voor | Doelpunten tegen |
| ----- | -------- | -------- | ------ | -------- | ------ | --------------- | ---------------- |
| 10e   | 30       | 12       | 6      | 12       | 30     | 47              | 60               |

### Topscorers
| #                 | Naam              | Goal |
| ----------------- | ----------------- | ---- |
| 1.                | Kees Aarts        | 15   |
| 2.                | Harrie Heijnen    | 12   |
| 3.                | Lambert Maassen   | 10   |
| 4.                | Henk Houwaart     | 3    |
| 5.                | Peter Hoet        | 2    |
| 5.                | Jan van den Oever | 2    |
| 7.                | René Pas          | 1    |
| 7.                | Jan Villerius     | 1    |
| Onbekend doelpunt |                   |      |
| –                 | Onbekend          | 1    |
| Totaal            | Totaal            | 47   |

| #              | Naam              | Goal |
| -------------- | ----------------- | ---- |
| 1.             | Lambert Maassen   | 4    |
| 2.             | Henk Houwaart     | 2    |
| 3.             | Kees Aarts        | 1    |
| 3.             | Piet de Zoete     | 1    |
| Eigen doelpunt |                   |      |
| –              | Mudde (Excelsior) | 1    |
| Totaal         | Totaal            | 9    |

## Voetnoten
ADO ·
Ajax ·
Blauw-Wit ·
DOS ·
DWS ·
Sportclub Enschede ·
Feijenoord ·
Fortuna '54 ·
Go Ahead ·
GVAV ·
Heracles ·
MVV ·
NAC ·
PSV ·
Sparta ·
Volendam